# Uhlunga typica
Uhlunga typica (лат.) — вид клопов, единственный в составе рода Uhlunga Distant, 1892 из семейства древесных щитников. Эндемики Африки.

## Описание
Длина тела менее 1 см (от 6 до 7 мм). От близких родов отличается следующими признаками: торакальный киль присутствует; крылья нормальные и их костальный край не выпуклый и редко образует бугорок у основания; тело никогда не вдавлено; обычно ярко окрашенные виды; брюшной шип отсутствует; заднебоковые углы 7-го стернита никогда не выступают виде отростков. Антенны 5-члениковые. Лапки состоят из двух сегментов. Щитик треугольный и достигает середины брюшка, голени без шипов.